# Cucniów
Cucniów (ukr. Цуцнів, Cucniw) – wieś na Ukrainie, w obwodzie wołyńskim, w rejonie włodzimierskim, w hromadzie Poromów.
W latach 1958-2025 miejscowość nosiła nazwę Petrowe (ukr. Петрове).

## Historia
Wieś starostwa hrubieszowskiego położona była w XVIII wieku w województwie bełskim.
Pod koniec XIX w. wieś w gminie Chotiaczów, w powiecie włodzimierskim.
Do 2020 w rejonie iwanickim.